# Olympiastadion Fisjt
Olympiastadion Fisjt (ryska: Олимпийский Стадион Фишт) eller Sotjis Olympiastadion, är en stadion strax utanför olympiabyn i Sotji som byggdes inför olympiska vinterspelen 2014. Namnet ”Fisjt” (”Фишт”) kommer från en bergstopp i närheten av staden.
Byggnaden är formad som en snäcka och har golv och väggar av glas. De olympiska invignings- och avslutningsceremonierna hölls i stadion.